# شهرو
شهرو در برزونامه زن سهراب و مادر برزو بود. زیبارویی از شهر شگنان بود که سهراب پیش از رفتن به ایران بدو دل باخت و با وی آرمید. شهرو از سهراب بار برگرفت و پسری بزاد که او را برزو نامیدند. آنگاه سهراب انگشتری به شهرو داد تا برای فرزندش علامت پدر باشد و به سفر خود ادامه داد.

## افراد همنام
- شهرو (موبد) نام موبدی زرتشتی است که در شاهنامه فردوسی آمده است.
- شهرو مادر ویس در داستان ویس و رامین است که زنی از نسل جمشید بود. او چندین بار ازدواج کرد و از هر یک از شوهرانش فرزندانی آورد.[۲]